# Zeitschrift für Wirtschaftsstrafrecht und Haftung im Unternehmen
Die Zeitschrift für Wirtschaftsstrafrecht und Haftung im Unternehmen (ZWH) ist eine juristische Fachzeitschrift.
Sie behandelt aktuelle Probleme aus den Bereichen Wirtschaftsstrafrecht und Steuerstrafrecht sowie solche der Haftung im Zusammenhang mit der Führung von Unternehmen, die dem Arbeitsrecht und dem allgemeinen Zivilrecht (Stichwort: 
Compliance) zuzuordnen sind.
Die ZWH thematisiert  rechtsgebietsübergreifend Möglichkeiten, Risiken und Grenzen unternehmensbezogenen Handelns. Mit diesem übergreifenden Ansatz setzt sie sich von rein strafrechtlich ausgerichteten Fachzeitschriften ab und richtet sich auch an die Zielgruppe Unternehmen.
Die ZWH erscheint seit Oktober 2011, einmal monatlich zum 15. Sie wird vom Verlag Dr. Otto Schmidt verlegt.